# Larghasæl
Larghasæl (Phoca largha) er en ægte sæl, der lever i det nordlige Stillehav (Beauforthavet, Japanske Hav og det Okhotske Hav). Sælerne er middelstore, 80-110 kg, 1,5-2,1 m lange, og forveksles nemt med den nærtstående spættet sæl. Pelsen varierer i farve fra sølv til gråhvid og er karakteriseret ved mørke, irregulære pletter. De findes ofte i tæt pakis.
Larghasæl opdeles i tre underbestande: omkring 100.000 individer i Beringshavet, omkring 100.000 individer i det Japanske Hav og Okhotske Hav og en lille bestand på omkring 3.300 individer i det Gule Hav.